# خالد الحذاء
خالد بن مهران البصري الحذاء تابعي وأحد رواة الحديث النبوي من أهل البصرة، وكان حافظًا مهيبًا ليس له كتاب. قال شعبة: «قال خالد الحذاء: ما كتبت شيئا قط إلا حديثًا طويلًا، فلما حفظته محوته»، ولم يكن حذاءً بل كان يجلس عندهم. قال خالد الطحان: «سمعت خالد الحذاء يقول: ما حذوت نعلا ولا بعتها، ولكن تزوجت امرأة من بني مجاشع، فنزلت عليها في الحذائين هناك، فنسبت إليهم.». وكان قد استعمل على القبة ودار العشور بالبصرة، ومات سنة إحدى أو سنة اثنتين وأربعين ومائة.

## روايته للحديث
- روى عن: عبد الله بن شقيق، وأبي عثمان النهدي وعكرمة وعبد الرحمن بن أبي بكرة، وحفصة بنت سيرين، وأخيها محمد بن سيرين وطائفة.[1]
- روي عنه: محمد بن سيرين شيخه وشعبة بن الحجاج، وبشر بن المفضل وأبو إسحاق الفزاري وإسماعيل بن علية وسفيان الثوري وسفيان بن عيينة وخلق آخرهم، وفاه عبد الوهاب بن عطاء.[1]
- منزلته عند علماء الحديث: ووثقه أحمد بن حنبل ويحيى بن معين والنسائي والعجلي والدارقطني والذهبي ومحمد بن سعد البغدادي واحتج به أصحاب الصحاح، وقال أبو حاتم الرازي: يكتب حديثه، ولا يحتج به. وقال الحاكم النيسابوري: من الأئمة الذين يجمع حديثهم، وقال ابن حجر العسقلاني: ثقة يرسل، وعاب عليه بعضهم دخوله في عمل السلطان، ومرة: أحد الأثبات روى له الجماعة.[2]